# Đá Trà Tây
Đá Trà Tây (tiếng Anh: Salty Hut; tiếng Trung: 咸舍屿, bính âm: Xiánshě yǔ, Hán Việt: Hàm Xá dự) là một bãi đá san hô thuộc quần đảo Hoàng Sa, nằm phía tây nam giữa khoảng kênh nối bãi Xà Cừ và đá Lưỡi Liềm, là phần kéo dài vào trong tâm của rạn san hô vòng Xà Cừ-Lưỡi Liềm, thuộc nhóm Lưỡi Liềm. Thực thể này có tọa độ địa lý là 16°32′48″B 111°42′48″Đ / 16,54667°B 111,71333°Đ.